# Hero Elementary
Hero Elementary è una serie televisiva animata a carattere educativo di Nickelodeon Animation Studio, creata dall'animatore Carol-Lynn Parente e Christine Ferraro e coprodotta da Twin Cities Entertainment di Portfolio Entertainment per PBS Kids.

## Trama
La serie coinvolge i diversi studenti di "Sparks 'Crew" - Lucita Sky, AJ Gadgets, Sara Snap e Benny Bubbles - che vengono addestrati in supereroi dal loro eccentrico ed entusiasta insegnante, Mr. Sparks. Insieme, gli studenti lavorano come una squadra, utilizzando i propri superpoteri unici e i "Superpoteri della scienza" per aiutare le persone, risolvere i problemi e cercare di rendere il mondo un posto migliore. La serie è attualmente prodotta per 40 episodi di mezz'ora, ciascuno contenente due segmenti ciascuno.